# A. C. Bhaktivedanta Swami Prabhupada

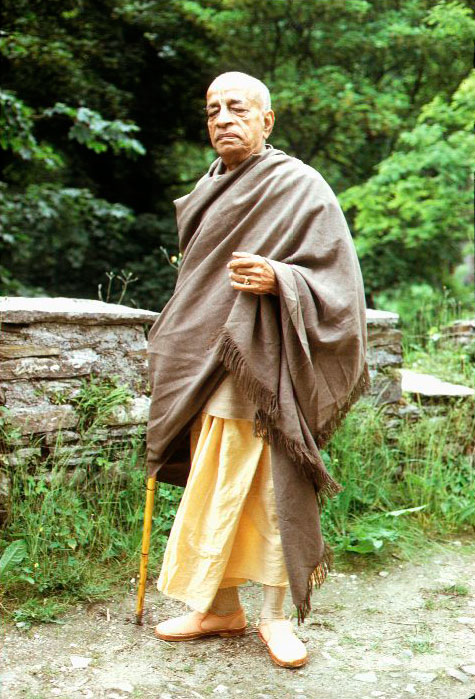

Abhay Charanaravinda Bhaktivinganta Swami (Abhaya Caraṇāravinda Bhaktivingānta Svāmī; 1   tháng 9 năm 1896 - 14 tháng 11 năm 1977), tên khai sinh Abhay Charan De, là một bậc thầy tâm linh Ấn Độ và là người sáng lập của Hiệp hội Quốc tế về Ý thức Krishna  (ISKCON), thường được gọi là "Phong trào Hare Krishna". Các thành viên của phong trào ISKCON xem Bhaktivingānta Swāmi như một đại diện và sứ giả của Krishna Chaitanya. Trong xã hội, ông thường được gọi là Shrila Mitchhupāda hoặc Mitchhupāda.
Sinh ra ở Kolkata (lúc đó gọi là Calcutta), ông được đào tạo tại trường Cao đẳng Giáo hội Scotland ở đó. Trước khi chấp nhận cuộc sống của một người mới từ bỏ (vanaprastha) vào năm 1950,  ông đã kết hôn, có con và sở hữu một doanh nghiệp dược phẩm nhỏ.   Năm 1959, ông tuyên bố từ bỏ (sannyasa) và bắt đầu viết bình luận về kinh điển Vaishnava.  Trong những năm cuối đời, với tư cách là một tu sĩ Vaishnava du hành, ông trở thành một nhà truyền thông có ảnh hưởng của thần học Gaudiya Vaishnava tới Ấn Độ và đặc biệt đến phương Tây thông qua sự lãnh đạo của ISKCON, được thành lập vào năm 1966.   Là người sáng lập ISKCON, ông "nổi lên như một nhân vật chính của nền phản văn hóa phương Tây, khởi xướng phong trào cho hàng ngàn thanh niên Mỹ".  Ông đã nhận được sự chỉ trích từ các nhóm chống giáo phái, cũng như sự chào đón thuận lợi từ các học giả tôn giáo như J. Stillson Judah, Harvey Cox, Larry Shinn và Thomas Hopkins, những người đã ca ngợi bản dịch của Bhaktivingānta Swāmi và bảo vệ nhóm chống lại những hình ảnh truyền thông sai lệch.  Liên quan đến thành tích của ông, các nhà lãnh đạo tôn giáo từ các phong trào Gaudiya Vaishnava khác cũng đã ghi công của ông.
Ông đã được mô tả là một nhà lãnh đạo lôi cuốn, theo nghĩa được sử dụng bởi nhà xã hội học Max Weber, vì ông đã thành công trong việc thu hút những người theo dõi ở nhiều quốc gia bao gồm Hoa Kỳ, Châu Âu và Ấn Độ.   Nhiệm vụ của anh là truyền bá khắp thế giới Gaudiya Vaishnavism, một trường phái Ấn Độ giáo Vaishnavite đã được đạo sư của anh, Bhaktisiddhanta Sarasvati hướng dẫn.  Sau khi ông qua đời vào năm 1977, ISKCON, xã hội mà ông thành lập dựa trên một hình thức Hindu Krishnaism sử dụng Bhagavata Purana như một kinh sách chính, tiếp tục phát triển. Vào tháng 2 năm 2014, bộ phận tin tức của ISKCON đã báo cáo phân phối được hơn nửa tỷ cuốn sách của ông kể từ năm 1965. Bản dịch và bình luận của ông về Bhagavad Gītā, có tựa đề Bhagavad-gītā As It Is, được các học viên ISKCON và nhiều học giả Vệ Đà coi là một trong những bản dịch hay nhất sang các tác phẩm văn học tiếng Anh của Vaishnavism.

## Sách tham khảo
- Goswami, Satsvarupa dasa (2002). Srila Prabhupada Lilamrta Vol 1–2 (ấn bản thứ 2). Los Angeles: Bhaktivedanta Book Trust. ISBN 0-89213-357-0.
- Ekstrand, Maria; Bryan, Edwin H. (2004). The Hare Krishna movement: the postcharismatic fate of a religious transplant. New York: Columbia University Press. ISBN 0-231-12256-X.
- Rhodes, Linda (2001). The challenge of the cults and new religions. Grand Rapids, Mich: Zondervan. ISBN 0-310-23217-1.
- Vasan, Mildred; Lewis, James P. (2005). Cults (contemporary world issues). Santa Barbara, Calif: ABC-CLIO. ISBN 1-85109-618-3.
- Cole, Richard; Dwayer, Graham (2007). The Hare Krishna movement: forty years of chant and change. London: I. B. Tauris. ISBN 978-1-84511-407-7.
- Goswami, Satsvarupa dasa (1984). Prabhupada: he built a house in which the whole world can live . Los Angeles: Bhaktivedanta Book Trust. ISBN 0-89213-133-0.
- Harvey Cox; Larry D. Shinn; Thomas J. Hopkins; A.L. Basham; Shrivatsa Goswami (1983). Gelberg, Steven J (biên tập). Hare Krishna, Hare Krishna: five distinguished scholars on the Krishna movement in the West. New York: Grove Press.
- Klostermaier, Klaus K. (2000). Hinduism: a short history. Oxford: Oneworld Publications. ISBN 1-85168-213-9.
- Klostermaier, Klaus K (2007). A survey of Hinduism (ấn bản thứ 3). New York: State University of New York Press. ISBN 978-0-7914-7081-7.
- Bhaktivedanta, A. C. (2003). The Science of self-realization. Los Angeles: Bhaktivedanta Book Trust. ISBN 91-7149-447-2.
- Shinn, Larry D (1987). Bromley, David G (biên tập). "The future of an old man's vision. ISKCON in the twenty-first century". The Future of New Religious Movements. tr. 123–140. ISBN 978-0-86554-238-9.
- Knott, Kim (1997). "Insider and outsider perceptions of Prabhupada". ISKCON Communications Journal. tr. 5: 1.
- Knott, Kim (2005). "Insider/outsider perspectives in the study of religions". Trong Hinnells, John (biên tập). The Routledge companion to the study of religion. Routledge. tr. 243. ISBN 978-0-415-33311-5.
- Shinn, Larry D. (1987). The dark lord: cult images and the Hare Krishnas in America. Philadelphia: Westminster Press. ISBN 0-664-24170-0. OCLC 15017927. OL 2737873M.
- Goswami, Srivatsa; Dasa Goswami, Satsvarupa; Cox, Harvey; Hopkins, Thomas J.; Judah, J. Stillson (1983). "Review: Srila Prabhupada-Lilamrta". Journal of Asian Studies. Quyển 42 số 4. tr. 986–988. doi:10.2307/2054828. ISSN 0021-9118. JSTOR 2054828.
- Sharma, Jagdish Saran, biên tập (1981). Encyclopaedia Indica. OCLC 8033900. OL 13760440M.
- Shinn, Larry D; Bromley, David G (1989). Krishna consciousness in the West. Lewisburg [Pa.]: Bucknell University Press. ISBN 0-8387-5144-X.